# Nippononeta sinica
Nippononeta sinica là một loài nhện trong họ Linyphiidae.
Loài này thuộc chi Nippononeta. Nippononeta sinica được Andrei V. Tanasevitch miêu tả năm 2006.